# Yas
Yas – sztuczna wyspa w Abu Zabi.
Na wyspie znajdują się między innymi park Ferrari World Abu Dhabi, tor wyścigowy Yas Marina i hotel Yas Viceroy Abu Dhabi.

## Historia
W 2006 roku przedsiębiorstwo Aldar Properties rozpoczęło budowę wyspy. W Yas zostało zainwestowanych 40 miliardów dolarów. W 2015 roku wyspę odwiedziło ponad 25 milionów osób.

## Nagrody
| Rok  | Nagroda            | Kategoria                       | Wynik   |
| ---- | ------------------ | ------------------------------- | ------- |
| 2009 | World Travel Award | World’s Leading Tourism Project | Wygrana |